# Mamry
Mamry (niem. Mauersee) – jezioro w północno-wschodniej Polsce, woj. warmińsko-mazurskim, w Krainie Wielkich Jezior Mazurskich.
Mamry to jezioro polodowcowe morenowe i drugie pod względem powierzchni jezioro w Polsce.
Dno jeziora jest zróżnicowane z licznymi zagłębieniami i wypłyceniami, przy czym część północna jest wyraźnie głębsza, dno porastają roślinność wynurzona i łąki podwodne złożone z ramienic. Brzegi jeziora przeważnie niskie i podmokłe, w części porośnięte lasem.

## Położenie
Według urzędowego spisu opracowanego przez Komisję Nazw Miejscowości i Obiektów Fizjograficznych (KNMiOF) nazwa Mamry, odpowiada jedynie jezioru nazywanemu Mamry Północne
Mamry mają trzy wydzielone części:
- Bodma
- Mamry Małe
- Przystań

Część publikacji pod nazwą Mamry opisuje cały kompleks złożony z 6 połączonych ze sobą jezior: Mamry Północne (lub właściwe), Kirsajty, Kisajno, Dargin, Święcajty, Dobskie.
W kompleksie jezior znajdują się 33 wyspy o łącznej powierzchni 213 ha, część z nich na jeziorach Mamry i Kisajno tworzy rezerwat ornitologiczny. Największa z nich – Upałty – jest największą w Krainie Wielkich Jezior. Z Mamr wypływa rzeka Węgorapa.

## Historia
W przeszłości jeziora kompleksu Mamr tworzyły oddzielne zbiorniki wodne połączone strumieniami. Poziom wody w jeziorach podniósł się w XVI – XVII w. o kilka metrów. Na podniesienie poziomu wody w kompleksie Mamr miały wpływ: umacnianie brzegów jezior w szczególności w pobliżu Węgorzewa, budowa zapory na Węgorapie, która zwiększała właściwości obronne zlokalizowanego w Węgorzewie zamku krzyżackiego oraz poprawiała funkcjonalność tutejszego młyna. Pod wodą znalazły się m.in.: dawna droga do kościoła z Kalu do Węgielsztyna, niektóre osady i cmentarze pruskie. W latach 1765–1772 oddano do użytku kanał, który połączył Mamry z jeziorem Niegocin.

## Zagospodarowanie
Przez jezioro prowadzi trasa żeglugowa z Węgorzewa przez Giżycko, Mikołajki do Pisza i Rucianego-Nidy.

## Dane morfometryczne
Powierzchnia zwierciadła wody całego kompleksu Mamr według różnych źródeł wynosi od 9851,0 ha do 10282,4 ha.
Zwierciadło wody położone jest na wysokości 115,8 m n.p.m. lub 116,2 lub też 116,2–116,3 m n.p.m.. Średnia głębokość jeziora wynosi 9,8 m lub 11 m, natomiast głębokość maksymalna – 43,8 m.
Zlewnia jeziora wynosi 620,6 km², a zlewnia bezpośrednia – 700 ha.

## Jakość wód
Na podstawie badań przeprowadzonych w 2005 roku wody jeziora Mamry Północne (Właściwe) zaliczono do II klasy czystości i II kategorii podatności na degradację. W roku 1999 wody jeziora również zaliczono do wód II klasy czystości.
Badania przeprowadzone w latach 1990 i 1993 wskazywały na pierwszą klasę czystości wód jeziora Mamry.

## Hydronimia
Nazwę Mamry ustalono urzędowo w 1949 roku w miejsce niemieckiej – Mauer See.

## Wyspy na jeziorze Mamry
| Mamry właściwe (północne): - 1. Upałty - 2. Mała Kępa (Wyspa Piramidalna) - 3., 4. Wyspy Gniłe - 5. Sosnówka - 6. wyspa bez nazwy koło półwyspu Kurka - 7. kępa bez nazwy koło półwyspu Kurka Dargin: - 13., 14. Poganckie Kępy - 15. Ilma Jezioro Dobskie: - 16. Ilmy Wielkie - 17. Wysoki Ostrów (Wyspa Kormoranów) - 18. Lipka - 19. Gilma - 20. Wyspa Heleny - 21., 22. kępy bez nazwy Kirsajty: - 11. Wyspa Sidorkowa - 12. Ostrowik | Kisajno: - 23. Dębowa Górka - 24. Wielka Kiermuza - 25. Wyspa Czapla - 26. Wyspa Olchowa - 27. Wyspa Muszla - 28. Wyspa Ptasia - 29. Górny Ostrów - 30. Sosnowy Ostrów - 31. Świtałowy Ostrów - 32. Duży Ostrów - 33. Woś - 34, 35. Wronie Kępy - 36, 37. kępy bez nazwy Święcajty: - 8. Wyspa Kocia - 9. Wyspa Bezimienna (Wyspa Tartaczna) - 10. Wyspa Ptasia |